# Aleksandr Ter-Avanessov
Aleksandr Borissovitch Ter-Avanessov (en russe : Александр Борисович Тер-Аванесов), né le 13 octobre 1969 à Bakou, est un homme d'affaires russe.

## Biographie
Il fait des études à l'université de Saint-Pétersbourg du ministère de l'Intérieur de Russie (ru).
En 2002, le Présidium de la Commission suprême d'attestation du Ministère de l'éducation et des sciences de Russie a décerné à Ter-Avanesov le titre académique de candidat en sciences sociologiques. Le sujet de sa thèse était «La protection sociale des employés et des vétérans du Ministère de l'intérieur: mécanismes et moyens de son optimisation (analyse sociologique)».
Avant d'être élu au Conseil de la Fédération, Ter-Avanesov était vice-président de l'organisation à but non lucratif Zabota («Soins») - Fondation caritative pour la protection sociale des employés des organes des affaires intérieures, des troupes intérieures et des membres de leurs familles.
Pour devenir sénateur, il abandonne ses participations dans différentes sociétés peu avant 2006: Capital-Stroy CJSC, Inter-Standard CJSC et Spetsstroytekhno LLC.
Il est membre du Conseil de la fédération (Russie) (sénateur) de 2006 à 2015, représentant la région de Kostroma. En décembre 2010, Serge Sarkissian, président de l'Arménie, serait intervenu personnellement auprès du président russe Dmitri Medvedev pour obtenir qu'il conserve son siège.
En 2012, Aleksandr Ter-Avanessov fait un don généreux aux catholiques arméniens qui permet la construction à Erevan d'un mur à la mémoire du clergé martyrisé par les communistes, inauguré en 2017 par le patriarche Garéguine II Nersissian.
Son frère cadet Vladimir Ter-Avanessov épouse en 2012 Galina, fille du mafieux Ruben Tatulyan. 
De février à juillet 2006, Ter-Avanesov a été membre du Comité du Conseil de la Fédération pour les affaires de la Fédération et la politique régionale, de juillet 2006 à novembre 2011, vice-président du Comité du Conseil de la Fédération pour les affaires de la Fédération et la politique régionale, de février 2006 à novembre 2011, membre de la Commission de surveillance du maintien des performances du Conseil de la Fédération, de novembre 2008 à novembre 2011, membre du Comité du Conseil de la Fédération pour la culture physique, les sports et le développement du Mouvement olympique, de novembre 2011 à juillet 2012, membre du Comité du Conseil de la Fédération pour la structure fédérale, la politique régionale, l'administration locale et les affaires du Nord. De juillet 2012 à septembre 2015, il a été membre du Comité du Conseil de la Fédération pour la politique économique. Du 7 octobre 2015 au 30 mars 2016, Ter-Avanesov a été député de la Douma régionale de Kostroma.
En tant que membre du Conseil de la Fédération, il a fait partie de la Commission mixte de coopération entre l'Assemblée nationale de la République d'Arménie et l'Assemblée fédérale de la Fédération de Russie. Il a été membre de la délégation permanente de l'Assemblée parlementaire du Conseil de l'Europe (APCE), ainsi que membre de la Commission de l'APCE sur les migrations, les réfugiés et les personnes déplacées et membre de la Commission de l'APCE sur l'égalité et la non-discrimination.
De septembre 2016 à 2023, Alexander Ter-Avanesov a été vice-président principal de la banque VTB (PJSC).
De 2021 à 2023 - Vice-président principal de la banque VTB (Arménie).
Alexander Ter-Avanesov, copropriétaire de la société Techinvest, a participé en 2002 à la construction d'un complexe multifonctionnel de 70 étages et d'une hauteur de 305 mètres dans le cadre du futur centre d'affaires international de Moscou «Moscow City». Il a également participé à la construction de la Tour de la Fédération. De temps en temps, Techinvest a participé activement à divers projets de développement à Moscou,.
En mai 2023, le Centre de Dossiers a publié des informations selon lesquelles Alexandre Ter-Avanesov serait associé au vice-ministre de la Défense Timur Ivanov (comme l'ont déclaré des interlocuteurs anonymes du Centre de dossiers et un certain nombre de connexions indirectes),.
Il est soumis à des sanctions de l'Agence nationale de prévention de la corruption et du Conseil de défense et de sécurité nationale d'Ukraine (Ukraine) à partir du 14 mai 2018.

## Récompenses
Récompensé par des distinctions gouvernementales et départementales, des insignes départementaux et des médailles commémoratives. 